# Maud Fontenoy
Pour les articles homonymes, voir Fontenoy.
Maud Fontenoy, née le 7 septembre 1977 à Meaux (Seine-et-Marne), est une navigatrice, militante écologiste à tendance libérale et femme politique française.

## Biographie

### Enfance et famille
Maud Fontenoy est la fille de Marc Fontenoy, président-directeur général d'un groupe immobilier , et de Chantal Franchino, pharmacienne, morte d'un cancer en 2016.
Elle vit son enfance et la plus grande partie de son adolescence sur le bateau familial, ses parents faisant le tour du monde. Elle est instruite en famille hors établissement scolaire jusqu'à la terminale. Elle rejoint le lycée à l’âge de 17 ans, mais raconte l'avoir mal vécu. Elle deviendra ainsi un exemple de personnalité instruite par correspondance.
Passionnée de voile, elle suit la formation de l'école de voile des Glénans et navigue toute sa jeunesse en compagnie de ses parents. Elle navigue sur Action, la yole de Bantry, et devient pendant quelques années présidente de la Fédération des yoles. Impressionnée par la performance sportive de Gérard d'Aboville, premier Français à avoir traversé l'océan Atlantique à la rame dans le sens ouest-est, elle se forme à cette discipline. Elle pratique aussi la natation et l'équitation.
Elle étudie le droit et travaille durant une époque comme agent immobilier.
En 2006, elle est opérée d'un cancer du col de l'utérus.
Le 30 juin 2008 à La Réunion, elle donne naissance à son premier enfant, dont le père est le photographe Thomas Vollaire : un garçon prénommé Mahé en hommage à l'officier de marine Bertrand-François Mahé de La Bourdonnais. Le 10 juin 2013 à Papeete (Tahiti), elle donne naissance à une fille, Hina, puis le 31 octobre 2014, à un garçon prénommé Loup, dont le père est Raphaël Enthoven. Le 26 mai 2018 à Gassin, elle épouse Olivier Chartier, conseiller régional de Nouvelle-Aquitaine. En juin 2018, elle donne naissance à leur garçon prénommé Côme. En avril 2024, elle donne naissance à leur fille prénommée Éléa.

### Carrière sportive

#### Traversée de l'océan Atlantique nord à la rame
En 1969, le Britannique Tom McClean est le premier à traverser l'océan Atlantique nord à la rame, rejoignant l'Irlande depuis l'Île de Terre-Neuve en 71 jours. En 1980, Gérard d'Aboville est le premier navigateur français à traverser l'océan Atlantique en solitaire à la rame, du cap Cod (dans le Massachusetts, aux États-Unis) à Brest (en Bretagne) en 71 jours et 23 heures.
Le 13 juin 2003, encouragée et parrainée par Gérard d'Aboville, Maud Fontenoy entreprend à l'âge de 25 ans la traversée de l'Atlantique nord dans le sens ouest-est. Partie de Saint-Pierre-et-Miquelon, elle rejoint la Corogne (en Espagne) le 9 octobre 2003 après 117 jours de mer, 6 700 km parcourus et une vingtaine de chavirages. Elle est la première femme à avoir réalisé cette traversée de l'Atlantique nord dans le sens ouest-est.[réf. nécessaire]
Depuis 2004, le record de la traversée est détenu par le navigateur français Emmanuel Coindre en 62 jours. Il est en outre le seul à avoir effectué deux fois ce parcours d’ouest en est, depuis la ville de Chatham (dans le Massachusetts), à Brest en 2002, puis à La Baule (Loire-Atlantique) en 2004.

#### Traversée de l'océan Pacifique sud à la rame
Le 12 janvier 2005, Maud Fontenoy quitte le port de Callao (au Pérou) pour tenter de rallier la Polynésie française en suivant l'itinéraire du radeau Kon-Tiki de Thor Heyerdahl qui avait fait cette traversée en 1947. Elle compte ramer pendant quatre ou cinq mois, sans assistance, sur son canot Océor de 7,5 mètres sur 1,6 mètre.
Arrivée le 26 mars après 72 jours de mer et 6 780 kilomètres, elle touche l'île de Hiva Oa aux îles Marquises. Le radeau Kon-Tiki avait réalisé le même trajet (en réalité 1 000 km de plus) en 101 jours, aidé d'une voile rudimentaire.
Maud Fontenoy est donc la première femme à réaliser cette traversée sur l'océan Pacifique sud, d'est en ouest, à la rame et sans assistance.

#### Tour de l'hémisphère sud à la voile de l'est vers l'ouest

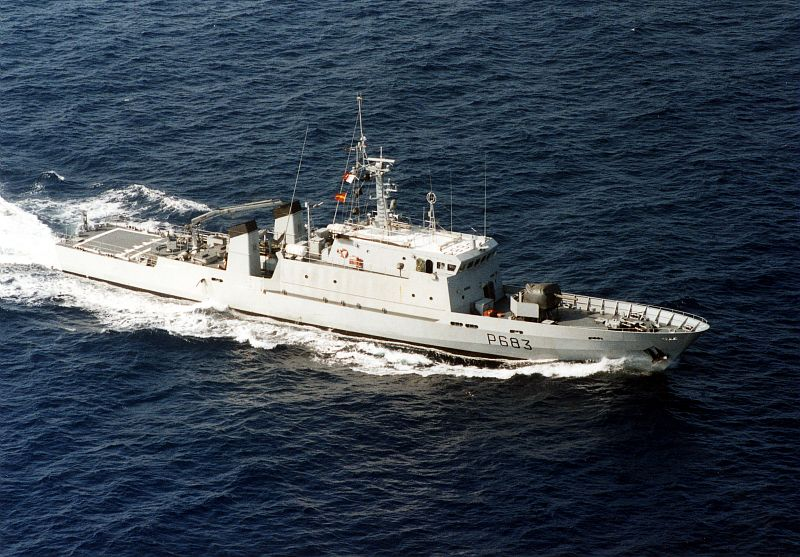
Le patrouilleur La Boudeuse escorte le voilier de Maud Fontenoy à la fin de son tour de l'hémisphère sud.

Le 15 octobre 2006, Maud Fontenoy s'engage dans un parcours à la voile de 14 500 kilomètres, en solitaire et sans assistance, en traversant les « mers du Sud », de l'est vers l'ouest, c'est-à-dire à contre-sens des vents et courants dominants. Partie de l'île de La Réunion à la barre de L'Oréal Paris, l'ancien monocoque Adrien de Jean-Luc Van Den Heede, elle passe par le cap de Bonne-Espérance, le cap Horn puis le cap Leeuwin pour revenir à son point de départ cinq mois plus tard.
Le 10 février 2007, à une dizaine de jours de son arrivée prévue au port de la Pointe des Galets (à La Réunion), elle démâte au large des côtes australiennes alors qu'elle a déjà parcouru un tiers de l'océan Indien. Elle parvient à réparer dans la nuit suivante et poursuit sa route sous gréement de fortune.
Le 5 mars, elle rencontre dans l'océan Indien le porte-hélicoptères Jeanne d'Arc qui l'escorte pendant deux jours.
Le navire est également escorté par le patrouilleur de la marine nationale française, La Boudeuse, dès le 13 mars, qui transporte, à son bord, son père Marc Fontenoy, dirigeant de Fontenoy groupe immobilier, en plus des 30 hommes d'équipage.
Le 14 mars 2007, après 151 jours de navigation, elle rejoint son point de départ à La Réunion.
Le Comité mondial des records de voile (WSSRC) a considéré qu'en partant de l'île de La Réunion et en faisant le tour de l'Antarctique, Maud Fontenoy avait parcouru seulement 12 000 nmi, et non les 21 600 nmi qui lui permettraient de revendiquer le tour du monde,. Le record du tour du monde à la voile en solitaire sans assistance d'est en ouest (c'est-à-dire contre les vents et les courants dominants) reste donc celui de Jean-Luc Van den Heede établi en 2004 en 122 jours, 14 heures, 3 minutes et 49 secondes. La navigatrice britannnique Dee Caffari est quant à elle la première femme à l'avoir accompli en 178 jours, 3 heures, 6 minutes et 15 secondes,.

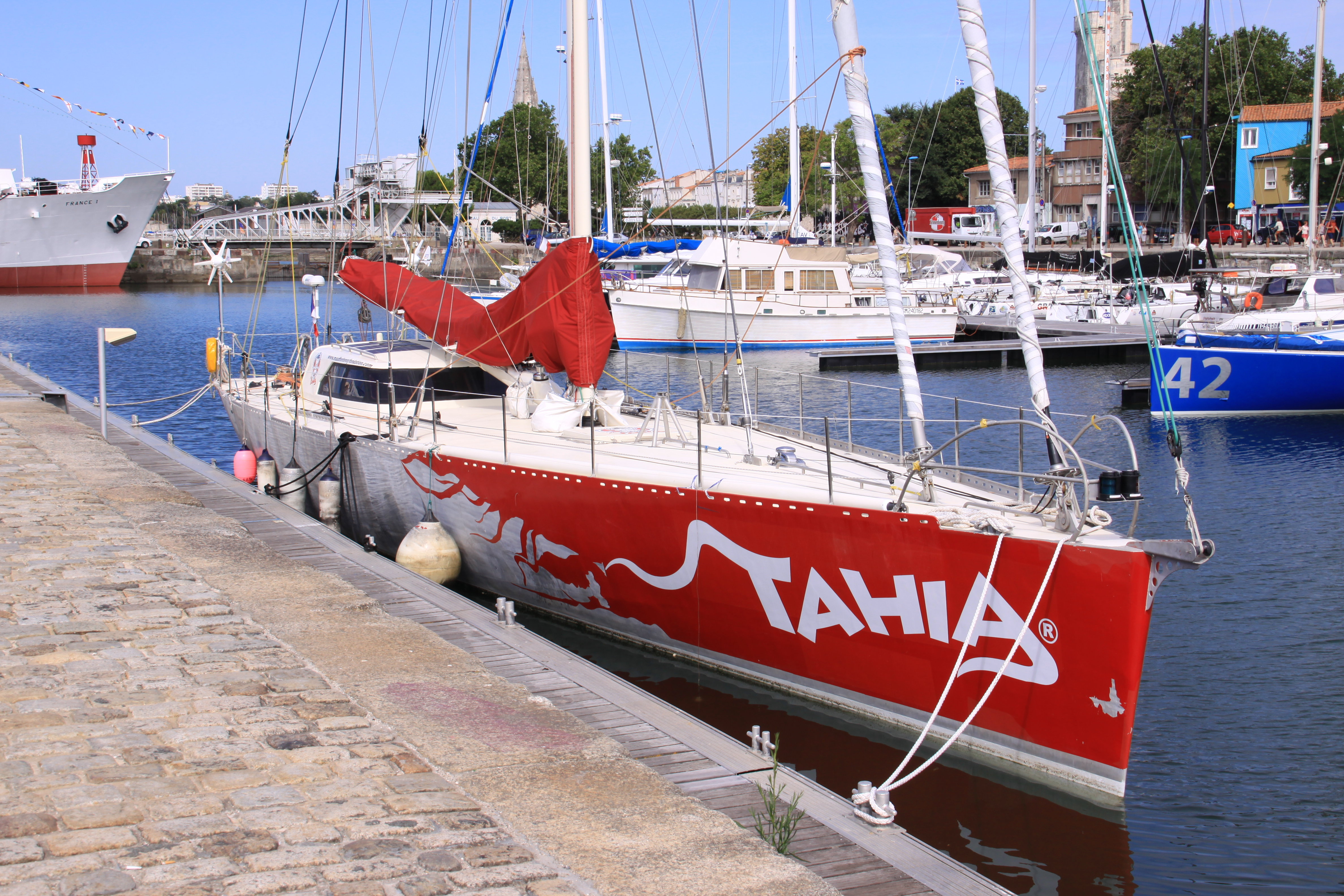
Le voilier Tahia, ancien porte-drapeau de la fondation Maud-Fontenoy.

### Maud Fontenoy Foundation
Depuis 2008, la Maud Fontenoy Foundation, enregistrée aux Pays-Bas, « s’engage en France et dans le monde pour préserver les océans »,. La fondation est soutenue par des grands groupes privés et institutionnels. Elle mène des actions d’éducation à l'environnement marin auprès de la jeune génération et du grand public avec le soutien d'un comité d'experts et en partenariat avec le ministère de l'Éducation nationale.

#### Polémiques autour de la fondation
En 2014, à la suite de ses prises de positions en faveur de la recherche scientifique autour du nucléaire, des OGM, des pesticides et du gaz de schiste,, Nicolas Hulot, un temps soutien de la navigatrice, coupe les ponts avec Maud Fontenoy[réf. nécessaire].
Yvon Le Maho, directeur de recherche au CNRS ainsi que le biologiste Gilles Boeuf, président du Muséum national d'histoire naturelle, démissionnent du comité scientifique de la fondation, reprochant à Maud Fontenoy de les avoir cités dans la page des remerciements de son ouvrage Ras le bol des écolos. En 2015, le journal La Décroissance lance une pétition intitulée « Débarquons Maud Fontenoy des écoles », accusant la fondation de diffuser une idéologie économique jugée libérale.

### Engagement écologique

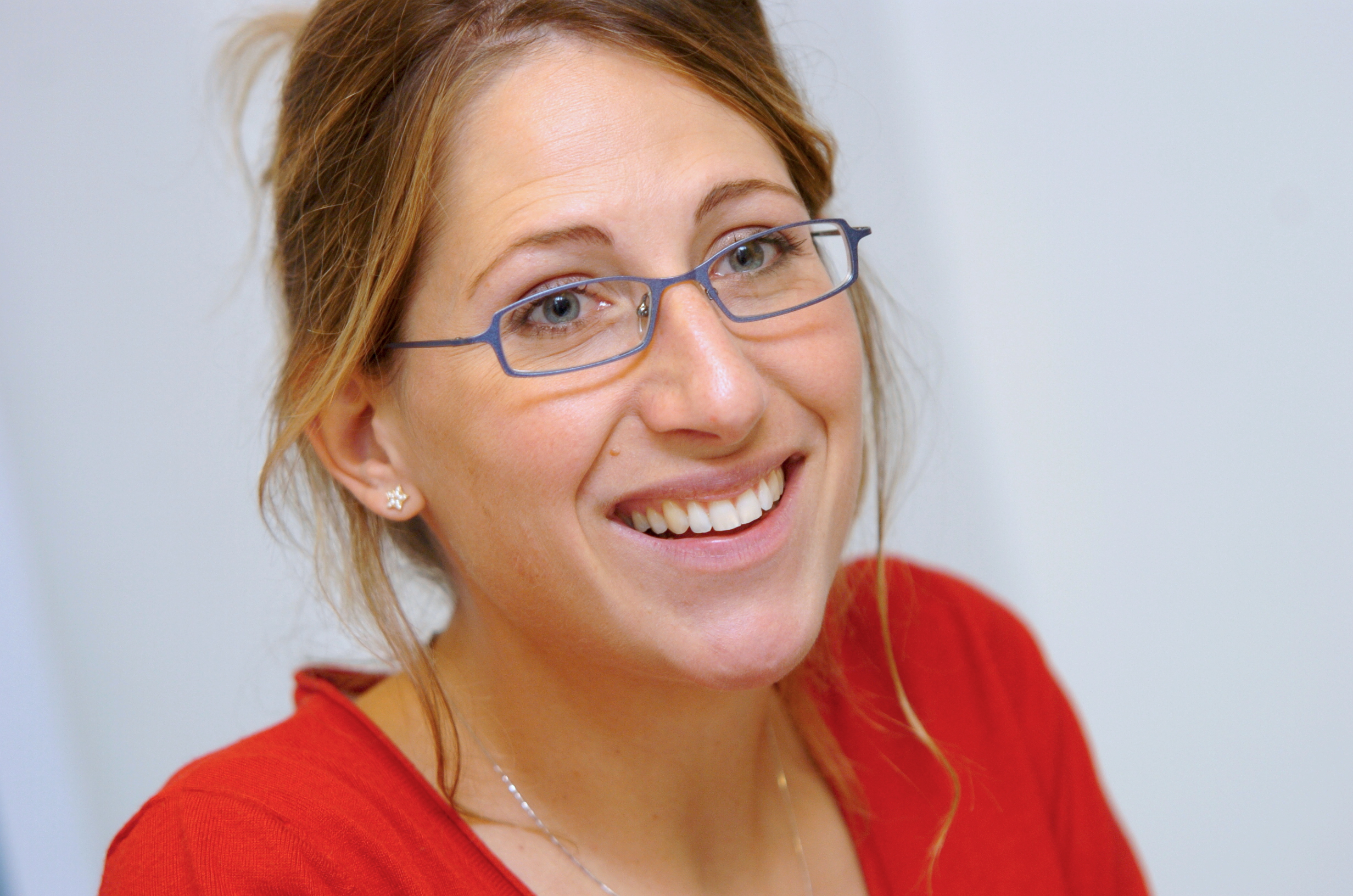
Maud Fontenoy, le 26 novembre 2008 à Paris.

En 2009, Maud Fontenoy est nommée porte-parole pour les océans de l'Organisation des Nations unies pour l'éducation, la science et la culture (UNESCO) et du réseau Océan mondial pour les océans,,.
Elle est vice-présidente du Conservatoire du littoral, de février 2008 à 2014.
Maud Fontenoy s'engage en 2014 pour la promotion d'une écologie présentée comme pragmatique, qu'elle défend dans l'ouvrage Ras le bol des écolos. Elle y dresse un état des lieux de la situation de la planète et de solutions scientifiques et technologiques qu'elle juge inaudibles dans les débats écologistes. La presse retient surtout le fait qu'elle y aborde la recherche sur le gaz de schiste, énergie qu'elle qualifie « [d']atout écologique » lorsqu'elle est exploitée via des techniques non-polluantes. Cet engagement, après la publication de plusieurs guides concernant l'écologie, suscite des critiques — le magazine Elle la décrit ironiquement à ce propos comme « l'abbé Pierre militant en faveur de l'optimisation fiscale ».
Elle continue son engagement personnel en rédigeant plusieurs ouvrages sur l'écologie. Avec son ouvrage Les raisons d'y croire, en 2015, elle se positionne pour le développement de solutions technologiques et domaines de recherche, comme le biomimétisme.
En 2016, elle réaffirme son engagement pour une écologie pragmatique et non-manichéenne à travers le livre Des tempêtes j'en ai vu d'autres. Elle y défend ses positions politiques et sa vision d'une écologie capable, selon elle, de profiter à la fois à l'environnement et aux populations.
En juin 2019, elle s'engage pour la préservation de l'océan qu'elle décrit comme « un géant aux pieds d'argile » à travers le livre Les Mers et les Océans pour les nuls.
Toujours en 2019, elle est nommée par le ministre de l’Éducation Nationale, Jean-Michel Blanquer : « Ambassadrice des classes de mer auprès du ministère de l’Éducation nationale et de la jeunesse ».
En 2020, elle publie Bleu, un océan de solutions, un livre illustré par les photographies de Yann Arthus-Bertrand. Elle publiera l'année suivante La Mer au secours de la Terre, sorte de guide pratique à destination des élus et du grand public pour agir pour et avec l’Océan.
En 2023, elle écrit et incarne à l'écran la nouvelle série documentaire Bleu, un océan de solutions sur Canal+. Les documentaires ont pour objectif de « mettre à l'honneur les femmes et les hommes qui consacrent leur vie à comprendre les océans pour mieux les protéger ».

### Engagement politique
Maud Fontenoy est candidate aux élections régionales de mars 2004 en Île-de-France, sur la liste de l'UMP, conduite par Jean-François Copé (14e sur 23 de la liste Seine-et-Marne), mais n'est pas élue.
En 2012, elle soutient la candidature de Nicolas Sarkozy, dont elle est une proche depuis plusieurs années, à l'élection présidentielle,.
De 2015 à 2021, elle est 8e vice-présidente du conseil régional de Provence-Alpes-Côte d'Azur, chargée du Développement durable, de l'Énergie et de la Mer. Elle figure sur la liste de Christian Estrosi lors des élections régionales de décembre 2015, en no 2 sur la liste du Var.
En février 2022, elle finit par « jurer qu’on ne l’y reprendra plus » dans le magazine Paris-Match.

### Médias
En juillet et août 2007, Maud Fontenoy anime l'émission À contre courant sur Europe 1.
En avril 2016, elle rejoint la rédaction de Valeurs actuelles pour la rubrique « environnement-santé » pour quelques mois.
En février 2022, elle présente Un océan de solutions, un programme de 10 courts métrages diffusés sur C8.
En avril 2022, elle est nommée au conseil de surveillance du groupe Vivendi présidé par Yannick Bolloré.
Depuis décembre 2022, elle incarne la série documentaire Bleu, un océan de solutions diffusée sur Canal Plus, dans la case des nouveaux explorateurs. Ces documentaires mettent en lumière les femmes et les hommes qui cherchent à mieux connaitre pour mieux protéger les océans.
En 2022, elle participe à la saison 3 de Mask Singer sur TF1.

## Décorations
Le 12 juillet 2007, elle reçoit les insignes de chevalier de l'ordre national du Mérite et de l'ordre du Mérite Maritime des mains de Nicolas Sarkozy, président de la République[réf. nécessaire].
Le 13 juillet 2023, Maud Fontenoy est nommée au grade de chevalier dans l'ordre national de la Légion d'honneur.

## Œuvres

### Récits personnels
- Atlantique face nord : Première féminine à la rame (préf. Gérard d'Aboville), Paris, Robert Laffont, 2003, 172 p., 22 cm (ISBN 2-221-10195-2)
- Le Pacifique à mains nues (préf. Patrick Poivre d'Arvor, postface de Michel Polacco), Paris, Robert Laffont, 2005, 171 p., 22 cm (ISBN 2-221-10527-3)
- 150 jours à contre-courant : Mon carnet de bord, Paris, Chêne, 2007, 248 p., 26 cm (ISBN 978-2-84277-783-8)
- Le sel de la vie, Arthaud, 2018

### Autres
- Apprends les gestes qui sauvent ta planète, Michel Lafon, 2008 (ISBN 978-2-7499-0912-7)
- Maud Fontenoy Raconte et Commente les Contes de la Mer, Éditions du Chêne, 2008 (ISBN 978-2-84277-953-5)
- Avec Nelly Bonnefous, ill. de Fany Perret, Ma maison écolo, Éditions du Chêne, 2009 (ISBN 978-2-8123-0044-8)
- Avec Aurélie Laglantine, ill. de Fany Perret, Mon bébé écolo, Éditions du Chêne, 2009 (ISBN 978-2-8123-0043-1)
- Mon océan écolo, Éditions du Chêne, 2009 (ISBN 978-2-8123-0121-6)
- Avec David Giason, ill. de Fany Perret, Mes vacances écolo, Éditions du Chêne, 2010 (ISBN 978-2-8123-0223-7)
- Hommes et femmes de la mer, Flammarion, 2010 (ISBN 978-2-08-123945-6)
- Ras-le-bol des écolos, Plon, 2013  (ISBN 978-2-2592-2156-6)
- Les raisons d'y croire, Plon, 2015  (ISBN 2259227996)
- Des tempêtes j'en ai vu d'autres, Plon, 2016  (ISBN 225925134X)
- Mission Planète, Gründ, 2018  (ISBN 978-2-324-02149-7)
- Vivre, Vraiment, First, 2018  (ISBN 2412034893)
- Les mers et les océans pour les nuls, First, 2019  (ISBN 9782412049853)
- Bleu : un océan de solution, Belin, 2020  (ISBN 9782410022544)
- La mer au secours de la Terre, Éditions Belin, 2021 (ISBN 978-2-410-02425-8)
- Avec Naïma Zimmermann, Jean-Claudio Vinci, Maud et les aventuriers de l’océan, Éditions Jungle, 2021 (ISBN 978-2-8222-3472-6)
- Femmes Océanes, Éditions du Cherche-Midi, 2022 (ISBN 2749174635)
- Avec Marlène Normand, Les supers pouvoirs des animaux marins, Éditions Nathan, 2023 (ISBN 9782095021429)
- L'océan, source de vie, Éditions de l'Observatoire, 2025  (ISBN 1032930462)

Elle est co-productrice et co-réalisatrice des documentaires suivants :
- À contre-courant, 2007, Gedeon programmes (75 minutes)
- Tahia, cap sur les Caraïbes, 2011, EuropaCorp TV (90 minutes)
- L'incroyable voyage, 2012, Gedeon programmes (52 minutes)
- Paradis Blanc, 2012, Gaumont Télévision (52 minutes)
- Bleu, Un Océan de Solutions, 2023, Canal+, Série documentaire (52 minutes par épisode)